# Dunărea Galați în sezonul 1999-2000
Sezonul 1999-2000  este ultimul sezon pentru Dunărea Galați în liga a II-a. Sezonul următor va evolua în liga a III-a pentru prima dată în istorie cel mult patru sezoane. Haralambie Antohi va rămâne totuși pe banca gălățeană chiar și in liga a III-a sezonul următor dar pentru doar un sezon el aflându-se la Dunărea Galați încă din 1995-1996 atunci când a părăsit-o pe Oțelul Galați în 1994-1995 care s-a aflat într-un moment critic la acel moment când au fost schimbați trei antrenori. Primul fusese chiar Haralambie Antohi care a fost schimbat cu Ioan Sdrobiș iar apoi definitiv Vasile Simionaș. Oțelul Galați nu a mai suferit o așa schimbare bruscă de antrenori cam din 1988-1989 căci până in acel sezon echipa mergea excelent și nu era cazul de prea multe schimbări s-a întâmplat poate doar in 2005-2006 ca Oțelul Galați să aibă întradevăr o schimbare bruscă de antrenori dar apoi sau chiar înainte nu a mai fost cazul. Revenind la Haralambie Antohi el chiar dacă a stat la Dunărea Galați în 1996-1997 și 1997-1998 tocmai că exact în acel sezon când echipa a evitat la limită retrogradarea! a fost înlocuit cu Mihai Ciobanu. Dar a revenit iarăși în 1998-1999 și de atunci nu a mai părăsit această formație decât după 2000-2001 bineînțeles cu o excepție că a fost înlocuit de data asta cu Virgil Roșu și Viorel Turcu respectiv. În acest sezon încearcă să rămână în acest eșalon dar fiindcă formația nu avea din păcate puterea de a rămâne fiindcă nu avea mulți jucători de valoare majoritatea fiind fără experiență ori nu erau foarte cunoscuți dar și că erau necopți pentru echipă nici dacă ajunge in liga a III-a nu scapă de lipsa experienței care dă bătăi de cap echipei pe parcursul ligii a III-a nu exista degeaba sintagma vorba aia la pomul sărac nici boii nu trag! la această echipă se pare că chiar se adeverea nu glumă!. Spre deosebire de celelalte sezoane când echipa întradevăr arăta cu totul și cu totul alta. 

## Echipă
| Nr. |         | Poziție | Jucător          |
| --- | ------- | ------- | ---------------- |
| -   | România | P       | Cristian Brăneț  |
| -   | România | P       | Costel Crăescu   |
| -   | România | F       | Marius Humelnicu |
| -   | România | F       | Marius Cosoreanu |
| -   | România | F       | Manuel Amarandei |
| -   | România | F       | Alin Troacă      |
| -   | România | F       | Sorin Chirciu    |
| -   | România | F       | George Movilă    |
| -   | România | F       | Sorin Bălan      |
| -   | România | F       | Florin Sârghi    |
| -   | România | F       | Mihai Alexa      |
| -   | România | M       | Victor Chiriazic |
| -   | România | M       | Iulian Apostol   |
| -   | România | M       | Alin Pânzaru     |
| -   | România | M       | Daniel Orac      |
| -   | România | M       | Adrian Negraru   |
| -   | România | M       | Marcel Burtea    |
| -   | România | M       | Daniel Pleșu     |
| -   | România | M       | Emil Bucur       |
| -   | România | M       | Dumitru Horovei  |
| -   | România | M       | Nicolae Donici   |
| -   | România | M       | Alexandru Pavel  |
| -   | România | A       | George Vasiu     |
| -   | România | A       | Radu Ferenți     |
| -   | România | A       | Ionuț Alecu      |
| -   | România | A       | Ionuț Niculcea   |
| -   | România | A       | Ionuț Enache     |
| -   | România | A       | Alin Albu        |

## Transferuri

### Sosiri
| Post | Jucător          | De la echipa     | Suma de transfer  | Dată |  | ---- |
| ---- | ---------------- | ---------------- | ----------------- | ---- |  | ---- |
| F    | Manuel Amarandei | Politehnica Iași | liber de contract | -    |  |      |
| F    | Marius Cosoreanu | Gloria Buzău     | liber de contract | -    |  |      |
| F    | Marius Humelnicu | Oțelul Galați    | liber de contract | -    |  |      |
| M    | Daniel Orac      | Juniori          | liber de contract | -    |  |      |
| M    | Adrian Negraru   | Oțelul Galați    | liber de contract | -    |  |      |
| A    | Paul Bogdan      | Oțelul Galați    | liber de contract | -    |  |      |
| F    | George Movilă    | ICIM Brașov      | liber de contract | -    |  |      |
| F    | Mihai Alexa      | Oțelul Galați    | liber de contract | -    |  |      |
| A    | Alin Albu        | Poiana Câmpina   | liber de contract | -    |  |      |
| M    | Marcel Burtea    | Midia Năvodari   | liber de contract | -    |  |      |
| M    | Victor Chiriazic | Delta Tulcea     | liber de contract | -    |  |      |
| M    | Alexandru Pavel  | Cimentul Fieni   | liber de contract | -    |  |      |

### Plecări
| Post | Jucător            | De la echipa         | Suma de transfer  | Dată |  | ---- |
| ---- | ------------------ | -------------------- | ----------------- | ---- |  | ---- |
| A    | Adrian State       | Rocar București      | liber de contract | -    |  |      |
| F    | Marius Humelnicu   | Oțelul Galați        | liber de contract | -    |  |      |
| F    | Mihai Pătârlăgeanu | Hondor Agigea        | liber de contract | -    |  |      |
| A    | Marcel Atănăsoae   | Diplomatic Focșani   | liber de contract | -    |  |      |
| A    | Ilie Stegaru       | Poiana Câmpina       | liber de contract | -    |  |      |
| M    | Marcel Burtea      | Poiana Câmpina       | liber de contract | -    |  |      |
| A    | Alin Albu          | Poiana Câmpina       | liber de contract | -    |  |      |
| A    | Mihai Andrieș      | Rafinăria Dărmănești | liber de contract | -    |  |      |
| A    | Vespazian Colban   | Rafinăria Dărmănești | liber de contract | -    |  |      |

Clasamentul după 34 de etape se prezintă astfel:

## Seria II

### Rezultate
| Victorii | Egaluri | Înfrângeri | Cea mai mare victorie | Cea mai mare înfrangere |

### Sezon intern
| 1  | Dunărea Galați     | Petrolul Moinești  | Chirciu ?' Pal ?'                                            | 2-0 |
| 2  | Chindia Târgoviște | Dunărea Galați     | Ferenți ?', ?'                                               | 0-2 |
| 3  | Dunărea Galați     | Cimentul Fieni     | Albulescu ?' (pen.) Vasilache ?'                             | 0-2 |
| 4  | Sportul Studențesc | Dunărea Galați     | Bucur ?' Lalciu ?' Dumitru ?' Pădureț ?', ?'                 | 5-0 |
| 5  | Dunărea Galați     | Precizia Săcele    | Pal ?'                                                       | 1-0 |
| 6  | Midia Năvodari     | Dunărea Galați     | Dicu ?' Chirea ?' Jilavu ?', ?' / Ferenți ?' Humelnicu ?'    | 4-2 |
| 7  | Dunărea Galați     | Laminorul Roman    | Humelnicu ?' / Țigănuș ?', ?' Baciu ?'                       | 1-3 |
| 8  | Metrom Brașov      | Dunărea Galați     | Sala ?'                                                      | 1-0 |
| 9  | Dunărea Galați     | Diplomatic Focșani |                                                              | 0-0 |
| 10 | Juventus București | Dunărea Galați     | Godeanu ?' / Ferenți ?' Vasiu ?' Amarandei ?'                | 1-3 |
| 11 | Dunărea Galați     | Gloria Buzău       | Ferenți ?', ?' Pânzaru ?' / Bogdan ?'                        | 3-1 |
| 12 | Poiana Câmpina     | Dunărea Galați     | Anghel ?' Medeleanu ?' Gheorghe ?' (pen.) / Gheorghiță ?'    | 3-1 |
| 13 | Dacia Pitești      | Dunărea Galați     | Stoica ?' Dică ?' Preda ?'                                   | 3-0 |
| 14 | Dunărea Galați     | Callatis Mangalia  |                                                              | 1-0 |
| 15 | Politehnica Iași   | Dunărea Galați     | Ionescu ?' Mătincă ?' (pen.)                                 | 2-0 |
| 16 | Dunărea Galați     | Foresta Fălticeni  |                                                              | 0-0 |
| 17 | Tractorul Brașov   | Dunărea Galați     | Ciolănel ?'                                                  | 1-0 |
| 18 | Petrolul Moinești  | Dunărea Galați     | Toma ?' Apachiței ?' Pavel Format:O.g / Humelnicu ?'         | 3-1 |
| 19 | Dunărea Galați     | Chindia Târgoviște | Pânzaru ?' Negraru ?'                                        | 2-0 |
| 20 | Cimentul Fieni     | Dunărea Galați     | Godinac ?'                                                   | 1-0 |
| 21 | Dunărea Galați     | Sportul Studențesc | Pânzaru ?' Niculcea ?' / Ciubotariu ?'                       | 2-1 |
| 22 | Precizia Săcele    | Dunărea Galați     | Torok ?' Dobre ?'                                            | 2-0 |
| 23 | Dunărea Galați     | Midia Năvodari     |                                                              | 2-1 |
| 24 | Laminorul Roman    | Dunărea Galați     | Țigănuș ?', ?' Susanu ?' Cozma ?' Iepureanu ?'               | 5-0 |
| 25 | Dunărea Galați     | Metrom Brașov      | Niculcea ?'                                                  | 1-0 |
| 26 | Diplomatic Focșani | Dunărea Galați     |                                                              | 2-0 |
| 27 | Dunărea Galați     | Juventus București | Pavel ?' Dumitrache ?'                                       | 1-1 |
| 28 | Gloria Buzău       | Dunărea Galați     | Radu ?' (pen.) Cosoreanu Format:O.g / Albu ?', ?' Apostol ?' | 2-3 |
| 29 | Dunărea Galați     | Poiana Câmpina     | Alecu ?' / Oprea ?'                                          | 1-1 |
| 30 | Dunărea Galați     | Dacia Pitești      |                                                              | 2-3 |
| 31 | Callatis Mangalia  | Dunărea Galați     |                                                              | 2-0 |
| 32 | Dunărea Galați     | Politehnica Iași   | Șerban ?' Onofraș ?'                                         | 0-2 |
| 33 | Foresta Fălticeni  | Dunărea Galați     | Baicu ?' Brujan ?' Șchiopu ?' Ene ?' Cojocaru ?' Bernard ?'  | 6-0 |
| 34 | Dunărea Galați     | Tractorul Brașov   |                                                              | 0-4 |